# Eric Bristow

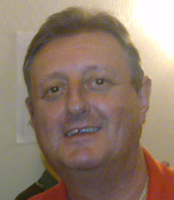
Eric Bristow (2009)

Eric John Bristow, MBE (* 25. April 1957; † 5. April 2018) war ein englischer professioneller Dartspieler.
Unter seinem Spitznamen „The Crafty Cockney“ schloss er fünf Jahre als Weltranglistenerster der World Darts Federation ab, 1980, 1981, 1983, 1984 und 1985. Er war fünfmaliger Weltmeister, fünfmaliger World Masters-Champion, viermaliger Sieger des Einzels beim WDF World Cup und zweifacher Champion der News of the World Darts Championship. Er gewann 22 WDF- und BDO-Major-Titel, insgesamt errang er 62 individuelle Karrieretitel, hinzu kamen 20 Titel in Doppel- und Team-Events, zusammen also 82 Titel. In den 1980er-Jahren trugen Bristows Können und seine Persönlichkeit dazu bei, Darts zu einem beliebten Zuschauersport zu machen.
1993 war Bristow einer von 16 Spitzenspielern, die sich von der British Darts Organisation (BDO) lösten, um ihre eigene Organisation zu gründen, die später zur Professional Darts Corporation (PDC) wurde.
Er zog sich 2007 aus dem professionellen Darts zurück und arbeitete anschließend als Kommentator und Experte für die Dart-Berichterstattung von Sky Sports England.

## Leben
1957 wurde Bristow im Londoner Stadtteil Hackney geboren, wo sein Vater als Stuckateur und seine Mutter als Telefonistin arbeitete. Bristow besuchte nach der Grundschule von 1968 bis 1971 die Hackney Downs Grammar School.
Von 1978 bis 1987 war er mit der ehemaligen Dartspielerin Maureen Flowers liiert. Im Jahr 1989 heiratete er Jane Higginbotham (* 1962). Sie haben zwei Kinder, eine Tochter und einen Sohn. Sie ließen sich 2005 scheiden. Er hatte später bis zu seinem Tod eine Beziehung mit Rebecca Gadd.
Im Jahr 1979 war Bristow an einem Kurzfilm des schottischen Filmemachers John Samson mit dem Titel Arrows beteiligt, der als Vorfilm für den Gangsterfilm The Long Good Friday von 1980 gedreht wurde. Er spielte sich außerdem 2002 im Film Heartlands selbst.
Bristow wurde 1989 für seine Verdienste um den Sport mit dem britischen Ritterorden ausgezeichnet.
Bristow wurde 2005 beschuldigt, seine Frau angegriffen zu haben. Von einem Gericht in North Staffordshire wurde ihm auferlegt, sich dem Haus der Familie nicht mehr zu nähern. Zudem wurde er gegen eine Kaution in Untersuchungshaft genommen. Später wurde er von der Anklage freigesprochen.
Im Jahr 2012 nahm Bristow an der Reality-Show I’m a Celebrity … Get Me Out of Here! teil. Er belegte den vierten Platz.
Erics Vater, George Bristow, war Fan des FC Arsenal und Inhaber einer Dauerkarte. George und Eric gingen in den 1960er- und den frühen 1970er-Jahren zusammen zu vielen Heim- und Auswärtsspiel. Obwohl Eric ungefähr ein Jahrzehnt lang mit seinem Vater zu fast jedem Arsenal-Spiel gegangen war, wurde er Anhänger des FC Chelsea; er besuchte ohne seinen Vater einige Spiele an der Stamford Bridge Anfang und Mitte der 1970er-Jahre. Eric teilte jedoch die negative Einstellung seines Vaters zum Londoner Rivalen Tottenham Hotspur.

## Karriere

### Weltmeisterschaft
Bristow gewann seine erste Weltmeisterschaft im Jahr 1980, wobei er seinen Landsmann aus London, Bobby George, besiegte. Das Match hob den Beliebtheitsgrad des Darts enorm an. Damit begann ein Jahrzehnt der Dominanz, in dem er seinen Titel 1981 verteidigte und ihn 1984, 1985 und 1986 drei Mal nacheinander gewinnen sollte. Wie Steve Davis im Snooker musste er in dieser Zeit jedoch auch eine herbe Niederlage in einem Finale verkraften. Der junge Qualifikant Keith Deller besiegte ihn im Finale 1983. In der ersten Runde des Vorjahres hatte er gegen Steve Brennan verloren. Neben seinen fünf Weltmeistertiteln wurde Bristow auch fünf Mal Vizeweltmeister, letztmals 1991.
Der Spitzname „Crafty Cockney“ wurde Bristow gegeben, da er 1976 während eines Besuchs in Santa Monica, Kalifornien, einen englischen Pub selbigen Namens besuchte. Bristow trug jedes Mal, wenn er an einem Turnier teilnahm, ein Hemd, das er in dieser Kneipe erhielt. Hierauf war ein uniformierter britischer Polizist, eine britische Flagge und der Titel „Crafty Cockney“ abgebildet.

### Große Erfolge
Bristow entwickelte sich zum erfolgreichsten und konstantesten Dartspieler der 1980er-Jahre und war von 1980 bis 1987 über weite Strecken die Nummer eins der BDO-Weltrangliste. Als das Fernsehen Ende der 1970er-Jahre zunehmendes Interesse an dem Sport zeigte und 1978 die erste Weltmeisterschaft stattfand war Bristow bereits ein angesehener Spieler. Dies hängt mit der Tatsache zusammen, dass Bristow nicht nur ein großes Talent hatte, sondern auch eine imposante Persönlichkeit. Auf provokante Weise führte er seine Gegner mitunter vor und zog sie während der Spiele mit seiner Spielkunst auf. Wenn er auf der Bühne stand, buhten die Zuschauermassen Bristow häufig aus, besonders in Schottland.
Während eines Spiels bei der British International Championship 1982 in Schottland gegen Harry Patterson wandte er sich nach einem Treffer in der Triple-20 der Menge zu, nur um mit Buhrufen begrüßt zu werden. Sein nächster Dart landete ebenfalls in der dreifachen 20, danach wandte er sich der Menge erneut zu, die ihm mit noch mehr Buhrufen und Hohn begegnete. Schließlich war sein dritter Dart nur eine einfache 20, woraufhin die Zuschauer applaudierten und Bristow zum grinsen brachten.
Neben seinen Erfolgen bei der Weltmeisterschaft gewann Bristow auch das prestigeträchtige Winmau World Masters fünf Mal (1977 im Finale gegen Paul Reynolds, 1979 gegen den Kanadier Allan Hogg, 1981 gegen den Titelverteidiger John Lowe, 1983 gegen Mike Gregory und 1984 gegen Keith Deller). Er erreichte darüber hinaus das Finale im Jahr 1989, verlor jedoch gegen Peter Evison. Er war viermaliger Sieger der World-Cup-Singles (1983 gegen Jocky Wilson, 1985 gegen Tony Payne, 1987 gegen Bob Sinnaeve und 1989 gegen Jack McKenna). Bei der News of the World Darts Championship war er 1983 gegen Ralph Flatt und 1984 gegen Ian Robertson siegreich. Unzählige andere große Turniere kommen hinzu, darunter die British Open und die Swedish Open jeweils dreimal und die North American Open viermal.

### Dartitis
Während der Swedish Open im November 1986 war Bristow nicht in der Lage, seine Dartpfeile richtig loszulassen – eine psychische Erkrankung, die als Dartitis bekannt ist, ähnlich dem Yips im Golf. Er war nie wieder derselbe Spieler, konnte aber Ende 1989 und Anfang 1990 kurzzeitig trotzdem wieder die Nummer eins der BDO werden, ehe er seine Form wieder verlor. Sein letztes Spiel auf höchstem Niveau spielte er im Halbfinale der WDC World Darts Championship 1997 in der Circus Tavern, wobei er gegen Phil Taylor knapp mit 4:5 in den Sätzen verlor. Dieses Spiel wird oftmals als Klassiker angesehen.

### Mentor von Phil Taylor
In den 1980er-Jahren traf Bristow in Stoke-on-Trent auf Phil Taylor, damals ein junges Talent im Dartsport. Er sponserte ihn mit etwa 10.000 £, um seine Entwicklung im Spiel zu fördern, unter der Voraussetzung, dass das Geld zurückgezahlt würde. Taylor rang letztlich seinem Mentor den Titel als größten Dartspieler aller Zeiten ab, wobei Bristow zu Beginn oft zum Ausscheiden Taylors beitrug.

### Karriereende
Bristows Form verschlechterte sich Anfang der 1990er-Jahre und er wurde 1992 aus der Mannschaft der Grafschaft Merseyside gestrichen. Bristow war 1988 zu Merseyside, seiner dritten Grafschaft, gewechselt. Zuvor war er von 1976 bis 1980 für London und von 1980 bis 1988 für Staffordshire unterwegs. Bei Merseyside spielte Bristow mit seinem Teamkollegen Kevin Kenny. Schließlich zog auch die englische Nationalmannschaft nach. Im Zuge der Spaltung innerhalb des Dartsports spielte Bristow als Gründungsmitglied bei der Professional Darts Corporation. Beim World Matchplay in Blackpool kam Bristow sechs Mal zum Einsatz, ohne ein einziges Match zu gewinnen. Bei der PDC-Weltmeisterschaft 1999 stellte Bristow mit einem Average von 53,36 gegen Peter Manley einen bis heute gültigen Negativrekord auf. Bristows letzter Auftritt bei den Weltmeisterschaften folgte im Jahr 2000; somit war seine 23-jährige Laufbahn bei Weltmeisterschaften beendet. Nach der Veranstaltung hörte er auf, professionell zu spielen.
Von Ende Dezember 1993 bis November 2016, als er entlassen wurde, arbeitete er hauptsächlich als Spotter, Experte und gelegentlicher Kommentator für Sky Sports bei im Fernsehen übertragenen PDC-Turnieren. Er spielte außerdem weiterhin bei Show-Veranstaltungen. Im Jahr 2004 spielte Bristow ein Showmatch gegen John Lowe, wobei Bristow mit dem Gewinn der Best-of-6-Legs-Partie Anflüge seiner alte Form zeigte. Bristow kehrte 2008 einmalig als Spieler auf die Fernsehbildschirme zurück, um an der BetFred League of Legends teilzunehmen. Im Eröffnungsspielund schlug er Bobby George mit 7:5. Bristow konnte seine Form jedoch nicht halten und gewann kein weiteres Match im Turnier, qualifizierte sich nicht für das Halbfinale und landete auf dem letzten Platz der League-of-Legends-Tabelle.
Am 29. November 2016 wurde Bristow von Sky Sports nach einer Reihe von Tweets, in denen er auf den Skandal um sexuellen Missbrauch im britischen Fußball reagierte, entlassen. Bristow schlug vor, die Opfer hätten die Täter „aussortieren“ sollen, als sie älter waren. Ihm zufolge seien Dartspieler harte Jungs, Fußballer Feiglinge. Bristow wurde von Social-Media-Nutzern, darunter mutmaßlichen Opfern, für seine Kommentare verurteilt. Bristow entschuldigte sich am folgenden Tag für seine Kommentare. In einer Erklärung verglich er sich mit einem „Bullen in einem Porzellanladen“ und schätzte, dass seine Formulierung „falsch war und viele Menschen beleidigte“.

## Tod
Bristow starb am 5. April 2018 nach einem Herzinfarkt, als er ein Darts-Event der Premier League in der Echo Arena in Liverpool besuchte. Bristow hatte bei einer Werbeveranstaltung gegen einige VIPs gespielt und ging zurück zu seinem Auto, als er zusammenbrach und ins Krankenhaus gebracht wurde. Bristows Tod wurde während des Spiels zwischen Peter Wright und Daryl Gurney bekannt. Das Publikum zollte Bristow Tribut. Im Gespräch mit BBC Radio 2 erinnerte sich Bobby George: „Am Nachmittag hatte ich einen Auftritt in einem Pub gegenüber dem Premier-League-Halle, und er kam einfach herein, sagte ‚Hallo‘, trank ein Bier und verabschiedete sich… Er ging über die Straße und zweieinhalb Stunden später war er weg.“
Die PDC würdigt Eric Bristow, indem sie seit 2018 die Eric Bristow Trophy an den Sieger des Grand Slam of Darts verleiht. Einen persönlichen Bezug zu diesem Wettbewerb gibt es nicht, da Bristow seine Profikarriere schon vor der Erstaustragung beendet hatte.

## Weltmeisterschaftsresultate

### BDO
- 1978: 1. Runde (3:6-Niederlage gegen  Conrad Daniels) (Legs)
- 1979: Viertelfinale (1:3-Niederlage gegen  Alan Evans) (Sets)
- 1980: Sieger (5:3-Sieg gegen  Bobby George)
- 1981: Sieger (5:3-Sieg gegen  John Lowe)
- 1982: 1. Runde (0:2-Niederlage gegen Steve Brennan)
- 1983: Finale (5:6-Niederlage gegen  Keith Deller)
- 1984: Sieger (7:1-Sieg gegen  Dave Whitcombe)
- 1985: Sieger (6:2-Sieg gegen  John Lowe)
- 1986: Sieger (6:0-Sieg gegen  Dave Whitcombe)
- 1987: Finale (4:6-Niederlage gegen  John Lowe)
- 1988: Halbfinale (2:5-Niederlage gegen  John Lowe)
- 1989: Finale (4:6-Niederlage gegen  Jocky Wilson)
- 1990: Finale (1:6-Niederlage gegen  Phil Taylor)
- 1991: Finale (0:6-Niederlage gegen  Dennis Priestley)
- 1992: Achtelfinale (2:3-Niederlage gegen  Martin Phillips)
- 1993: Achtelfinale (0:3-Niederlage gegen  Bob Anderson)

### PDC
- 1994: Gruppenphase (3:2-Sieg gegen  Sean Downs, aber 1:3-Niederlage gegen  Rod Harrington)
- 1995: Gruppenphase (0:3-Niederlage gegen  Rod Harrington und 0:3-Niederlage gegen  Shayne Burgess)
- 1996: Gruppenphase (3:2-Sieg gegen  Richie Gardner, aber 0:3-Niederlage gegen  Dennis Priestley)
- 1997: 4. Platz (4:5-Niederlage gegen  Phil Taylor und 2:4-Niederlage gegen  Peter Evison)
- 1998: Gruppenphase (0:3-Niederlage gegen  Dennis Priestley und gegen  Steve Raw)
- 1999: 1. Runde (0:3-Niederlage gegen  Peter Manley)
- 2000: 1. Runde (2:3-Niederlage gegen  Steve Brown)

## Turnierergebnisse
| Turnier                    | 1977                              | 1978                              | 1979                              | 1980                              | 1981                              | 1982                              | 1983                       | 1984                       | 1985                       | 1986                       | 1987                       | 1988                       | 1989                       | 1990                       | 1991                       | 1992                       | 1993                           | 1994                           | 1995                           | 1996                           | 1997                           | 1998                           | 1999                           | 2000                           |
| -------------------------- | --------------------------------- | --------------------------------- | --------------------------------- | --------------------------------- | --------------------------------- | --------------------------------- | -------------------------- | -------------------------- | -------------------------- | -------------------------- | -------------------------- | -------------------------- | -------------------------- | -------------------------- | -------------------------- | -------------------------- | ------------------------------ | ------------------------------ | ------------------------------ | ------------------------------ | ------------------------------ | ------------------------------ | ------------------------------ | ------------------------------ |
| BDO-Major-Turniere         |                                   |                                   |                                   |                                   |                                   |                                   |                            |                            |                            |                            |                            |                            |                            |                            |                            |                            |                                |                                |                                |                                |                                |                                |                                |                                |
| Weltmeisterschaft          | n/a                               | 1R                                | VF                                | S                                 | S                                 | 1R                                | F                          | S                          | S                          | S                          | F                          | HF                         | F                          | F                          | F                          | AF                         | AF                             | nicht teilgenommen             | nicht teilgenommen             | nicht teilgenommen             | nicht teilgenommen             | nicht teilgenommen             | nicht teilgenommen             | nicht teilgenommen             |
| Butlins Grand Masters      | F                                 | VF                                | VF                                | AF                                | S                                 | S                                 | S                          | HF                         | S                          | S                          | nicht teilgenommen         | nicht teilgenommen         | nicht teilgenommen         | nicht teilgenommen         | nicht teilgenommen         | nicht teilgenommen         | nicht teilgenommen             | nicht teilgenommen             | nicht teilgenommen             | nicht teilgenommen             | nicht teilgenommen             | nicht teilgenommen             | nicht teilgenommen             | nicht teilgenommen             |
| World Matchplay            | nicht ausgetragen                 | nicht ausgetragen                 | nicht ausgetragen                 | nicht ausgetragen                 | nicht ausgetragen                 | nicht ausgetragen                 | nicht ausgetragen          | AF                         | S                          | AF                         | VF                         | S                          | nicht ausgetragen          | nicht ausgetragen          | nicht ausgetragen          | nicht ausgetragen          | nicht ausgetragen              | nicht ausgetragen              | nicht ausgetragen              | nicht ausgetragen              | nicht ausgetragen              | nicht ausgetragen              | nicht ausgetragen              | nicht ausgetragen              |
| British Professional       | nicht ausgetragen                 | nicht ausgetragen                 | nicht ausgetragen                 | nicht ausgetragen                 | AF                                | S                                 | HF                         | HF                         | S                          | AF                         | R1                         | R1                         | nicht ausgetragen          | nicht ausgetragen          | nicht ausgetragen          | nicht ausgetragen          | nicht ausgetragen              | nicht ausgetragen              | nicht ausgetragen              | nicht ausgetragen              | nicht ausgetragen              | nicht ausgetragen              | nicht ausgetragen              | nicht ausgetragen              |
| British Matchplay          | F                                 | HF                                | VF                                | ?                                 | HF                                | S                                 | S                          | kein Major-Turnier         | kein Major-Turnier         | kein Major-Turnier         | kein Major-Turnier         | kein Major-Turnier         | kein Major-Turnier         | kein Major-Turnier         | kein Major-Turnier         | kein Major-Turnier         | kein Major-Turnier             | kein Major-Turnier             | kein Major-Turnier             | kein Major-Turnier             | kein Major-Turnier             | kein Major-Turnier             | n/a                            | n/a                            |
| World Masters              | S                                 | AF                                | S                                 | VF                                | S                                 | VF                                | S                          | S                          | AF                         | AF                         | HF                         | VF                         | F                          | AF                         | AF                         | AF                         | nicht teilgenommen             | nicht teilgenommen             | nicht teilgenommen             | nicht teilgenommen             | nicht teilgenommen             | nicht teilgenommen             | nicht teilgenommen             | nicht teilgenommen             |
| WDF-Platin-/Major-Turniere |                                   |                                   |                                   |                                   |                                   |                                   |                            |                            |                            |                            |                            |                            |                            |                            |                            |                            |                                |                                |                                |                                |                                |                                |                                |                                |
| News of the World Ch'ship  | nicht für Endturnier qualifiziert | nicht für Endturnier qualifiziert | nicht für Endturnier qualifiziert | nicht für Endturnier qualifiziert | nicht für Endturnier qualifiziert | nicht für Endturnier qualifiziert | S                          | S                          | nicht qualifiziert         | nicht qualifiziert         | nicht qualifiziert         | nicht qualifiziert         | nicht qualifiziert         | nicht qualifiziert         | nicht ausgetragen          | nicht ausgetragen          | nicht ausgetragen              | nicht ausgetragen              | nicht ausgetragen              | nicht ausgetragen              | n/q                            | nicht ausgetragen              | nicht ausgetragen              | nicht ausgetragen              |
| WDF World Cup              | VF                                | n/a                               | VF                                | n/a                               | VF                                | n/a                               | S                          | n/a                        | S                          | n/a                        | S                          | n/a                        | S                          | n/a                        | VF                         | n/a                        | n/t                            | n/a                            | n/t                            | n/a                            | n/t                            | n/a                            | n/t                            | n/a                            |
| WDF Europe Cup             | n/a                               | AF                                | n/a                               | F                                 | n/a                               | F                                 | n/a                        | VF                         | n/a                        | HF                         | n/a                        | HF                         | n/a                        | VF                         | n/a                        | n/t                        | n/a                            | n/t                            | n/a                            | n/t                            | n/a                            | n/t                            | n/a                            | n/t                            |
| PDC-Ranking-Turniere       |                                   |                                   |                                   |                                   |                                   |                                   |                            |                            |                            |                            |                            |                            |                            |                            |                            |                            |                                |                                |                                |                                |                                |                                |                                |                                |
| Weltmeisterschaft          | nicht ausgetragen                 | nicht ausgetragen                 | nicht ausgetragen                 | nicht ausgetragen                 | nicht ausgetragen                 | nicht ausgetragen                 | nicht ausgetragen          | nicht ausgetragen          | nicht ausgetragen          | nicht ausgetragen          | nicht ausgetragen          | nicht ausgetragen          | nicht ausgetragen          | nicht ausgetragen          | nicht ausgetragen          | nicht ausgetragen          | nicht ausgetragen              | GP                             | GP                             | GP                             | HF                             | GP                             | 1R                             | 1R                             |
| World Matchplay            | nicht ausgetragen                 | nicht ausgetragen                 | nicht ausgetragen                 | nicht ausgetragen                 | nicht ausgetragen                 | nicht ausgetragen                 | nicht ausgetragen          | nicht ausgetragen          | nicht ausgetragen          | nicht ausgetragen          | nicht ausgetragen          | nicht ausgetragen          | nicht ausgetragen          | nicht ausgetragen          | nicht ausgetragen          | nicht ausgetragen          | nicht ausgetragen              | 1R                             | 1R                             | 1R                             | 1R                             | 1R                             | 1R                             | n/t                            |
| Karrierestatistiken        |                                   |                                   |                                   |                                   |                                   |                                   |                            |                            |                            |                            |                            |                            |                            |                            |                            |                            |                                |                                |                                |                                |                                |                                |                                |                                |
| Jahresendplatzierung       | 1                                 | 2                                 | 2                                 | 1                                 | 1                                 | 1                                 | 1                          | 1                          | 1                          | 1                          | 3                          | 3                          | 1                          | 3                          | 8                          | unbekannt                  | unbekannt                      | unbekannt                      | unbekannt                      | unbekannt                      | unbekannt                      | unbekannt                      | unbekannt                      | unbekannt                      |
| Verband                    | British Darts Organisation        | British Darts Organisation        | British Darts Organisation        | British Darts Organisation        | British Darts Organisation        | British Darts Organisation        | British Darts Organisation | British Darts Organisation | British Darts Organisation | British Darts Organisation | British Darts Organisation | British Darts Organisation | British Darts Organisation | British Darts Organisation | British Darts Organisation | British Darts Organisation | Professional Darts Corporation | Professional Darts Corporation | Professional Darts Corporation | Professional Darts Corporation | Professional Darts Corporation | Professional Darts Corporation | Professional Darts Corporation | Professional Darts Corporation |

| Legende zu den Turnierergebnissen | Legende zu den Turnierergebnissen | Legende zu den Turnierergebnissen | Legende zu den Turnierergebnissen | Legende zu den Turnierergebnissen | Legende zu den Turnierergebnissen | Legende zu den Turnierergebnissen | Legende zu den Turnierergebnissen | Legende zu den Turnierergebnissen | Legende zu den Turnierergebnissen |
| --------------------------------- | --------------------------------- | --------------------------------- | --------------------------------- | --------------------------------- | --------------------------------- | --------------------------------- | --------------------------------- | --------------------------------- | --------------------------------- |
| n/t                               | nicht teilgenommen                | n/q                               | nicht qualifiziert                | n/a                               | nicht ausgetragen                 | #R                                | Aus in jeweiliger Runde           | GP                                | Aus in der Gruppenphase           |
| AF                                | Achtelfinalist                    | VF                                | Viertelfinalist                   | HF                                | Halbfinalist                      | F                                 | Turnierfinalist                   | S                                 | Turniersieger                     |

## Titel

### BDO
- Majors
  - World Masters: (5) 1977, 1979, 1981, 1983, 1984
  - Weltmeisterschaft: (5) 1980, 1981, 1984, 1985, 1986
  - British Professional: (2) 1982, 1985
  - News of the World Championship: (2) 1983, 1984
  - MFI World Matchplay: (2) 1985, 1988
- Weitere
  - Golden Darts Tournament: (2) 1978, 1980
  - BDO Nations Cup: (8) 1979, 1980 (mit Tony Brown und John Lowe), 1982 (mit Bobby George und Lowe), 1983 (mit Lowe und Dave Whitcombe), 1984 (mit Keith Deller und Lowe), 1986 (mit Cliff Lazarenko und Lowe), 1987, 1988 (mit Bob Anderson und Lowe)
  - North American Open: (4) 1979, 1983, 1984, 1986
  - World Team Matchplay: (2) 1979, 1980 (jeweils mit Tony Brown und John Lowe)
  - BDO Gold Cup: (1) 1980
  - Butlins Grand Masters: (5) 1981, 1982, 1983, 1985, 1986
  - British Pentathlon: (2) 1981, 1989
  - British Matchplay: (3) 1982, 1983, 1986
  - Dry Blackthorn Cider Masters: (3) 1984, 1985, 1987
  - World Challenge: (2) 1984 (mit Keith Deller, Cliff Lazarenko, John Lowe und Dave Whitcombe), 1985 (mit Mike Gregory, Lazarenko, Lowe und Whitcombe)
  - MFI World Pairs: (1) 1987 (mit Peter Locke)

### WDF
- Platinum-Kategorie
  - WDF World Cup Einzels: 1983, 1985, 1987, 1989
  - WDF World Cup Doppel: 1977, 1979, 1983, 1985, 1987, 1989 (jeweils mit John Lowe)
  - WDF World Cup Team: (5) 1979 (mit Tony Brown, Bill Lennard und John Lowe), 1981 (mit Brown, Cliff Lazarenko und Lowe), 1983 (mit Keith Deller, Lowe und Dave Whitcombe), 1987 (mit Bob Anderson, Lazarenko und Lowe), 1991 (mit Phil Taylor, Lowe und Alan Warriner)
  - WDF World Cup Gesamtwertung: (7) 1979, 1981, 1983, 1985, 1987, 1989, 1991 (jeweils mit der englischen Mannschaft)
  - WDF Europe Cup Doppel: (2) 1978, 1986 (jeweils mit John Lowe)
  - WDF Europe Cup Team: (5) 1980 (mit Tony Brown, Cliff Lazarenko und John Lowe), 1982 (mit Bobby George, Lazarenko und Dave Whitcombe), 1984, 1986 (mit Lazarenko, Lowe und Whitcombe), 1990 (mit Phil Taylor, Bob Anderson und Lowe)
  - WDF Europe Cup Gesamtwertung: (7) 1978, 1980, 1982, 1984, 1986, 1988, 1990 (jeweils mit der englischen Mannschaft)
- Open-Turniere
  - Belgium Open: (3) 1978, 1980, 1981
  - British Open: (4) 1978, 1981, 1983, 1986
  - Swedish Open: (3) 1979, 1981, 1982
  - Santa Monica Open: (1) 1979
  - Denmark Open: (3) 1980, 1984, 1989
  - Pacific Masters: (2) 1981, 1986
  - French Open: (1) 1985
  - Los Angeles Open: (1) 1985
  - Las Vegas Open: (1) 1990
  - Japan Open: (1) 1991

### PDC
- Weitere
  - PDC World Pairs: 1995 (mit Dennis Priestley)

### Sonstige
- Golden Gate Classic: (1) 1980
- World Knockout Cup: (1) 1981
- Isle of Man Challenge: (1) 1983
- Flowers Dartsathlon: (1) 1984
- World Champion Super Challenge: (1) 1984
- Challenge of Champions: (2) 1987, 1988
- Japan World Grand Prix: (1) 1988